# طوطی گونه‌سرخ
طوطی گونه‌سرخ (نام علمی: Geoffroyus geoffroyi) نام یک گونه از تیره طوطیان سبز است.